# Onthophagus heteroclitus
Onthophagus heteroclitus är en skalbaggsart som beskrevs av D'orbigny 1911. Onthophagus heteroclitus ingår i släktet Onthophagus och familjen bladhorningar. Inga underarter finns listade i Catalogue of Life.